# Erik Rylander
Erik Olof Alfred Rylander (* 3. September 1905 in Falun; † 9. September 1976 ebenda) war ein schwedischer Skispringer.

## Werdegang
Rylander startete für Norwegen bei der Nordischen Skiweltmeisterschaft 1930 in Oslo. Mit zwei Sprüngen auf 48 Meter landete er am Ende punktgleich mit dem Norweger Olav Ulland auf dem fünften Rang. Ein Jahr später bei der Nordischen Skiweltmeisterschaft 1931 in Oberhof sprang er mit 38,5 und 50 Metern auf Rang 20.
Bei den folgenden Olympischen Winterspielen 1932 in Lake Placid sprang er von der Normalschanze auf einen sehr guten zehnten Platz.
Bei der Nordischen Skiweltmeisterschaft 1934 in Sollefteå sprang er auf 42 und 53,5 Meter und landete damit auf dem 26. Platz. Es war sein letztes internationales Turnier.
Rylander blieb aber dem Skisport treu. Am 5. März 1944 setzte er den ersten Sprung auf dem neu erbauten Rättviksbacken in Rättvik.